# Kinbergonuphis geminata
Kinbergonuphis geminata är en ringmaskart som först beskrevs av Kristian Fauchald 1980. Kinbergonuphis geminata ingår i släktet Kinbergonuphis och familjen Onuphidae. Inga underarter finns listade i Catalogue of Life.